# Le Faouët (Côtes-d'Armor)
Pour les articles homonymes, voir Le Faouët.
Le Faouët [lə fawɛt] est une commune française située dans le département des Côtes-d'Armor en région Bretagne.

## Géographie
Elle est séparée de Trémeven et de Lanleff par « Le Leff » et de Quemper Guézennec par « Le Poul Jodour ».  Elle se trouve entre le Trégor et le Goëlo et entre l'Armor et l'Argoat.
| Quemper-Guézennec |                       | Lanleff  |
| Saint-Clet        | Faouët                | Tréméven |
|                   | Saint-Gilles-les-Bois | Trévérec |

### Hydrographie
Pour un article plus général, voir Réseau hydrographique des Côtes-d'Armor.
La commune est située dans le bassin Loire-Bretagne. Elle est drainée par le Leff, la Font Kerognan et le Poul Jaudour,,.
Le Leff, d'une longueur de 62 km, prend sa source dans la commune du Leslay et se jette  dans le Trieux en limite de Quemper-Guézennec et de Plourivo, après avoir traversé 19 communes. 

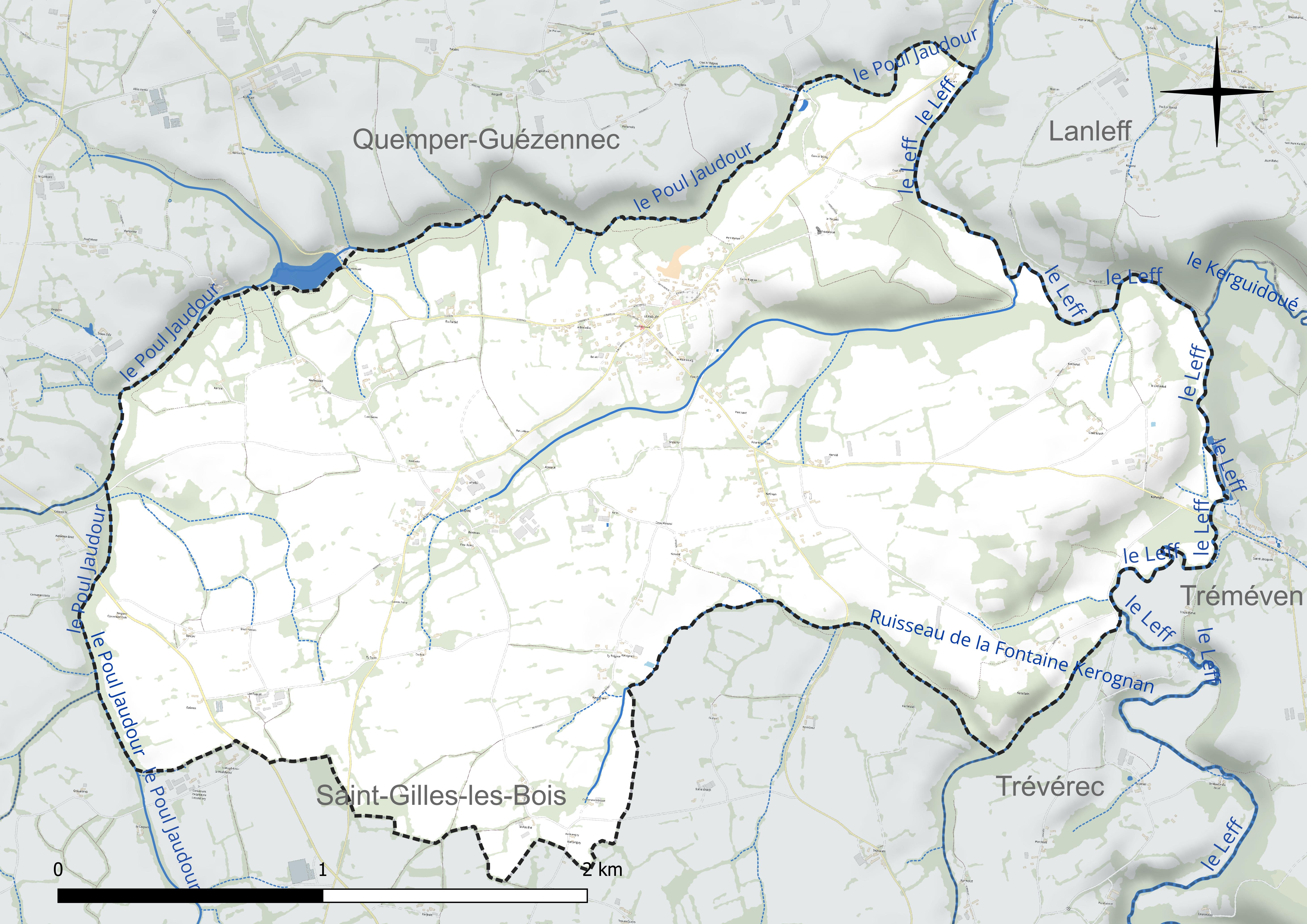
Réseau hydrographique du Faouët.

### Climat
Pour des articles plus généraux, voir Climat de la Bretagne et Climat des Côtes-d'Armor.
En 2010, le climat de la commune est de type climat océanique franc, selon une étude du CNRS s'appuyant sur une série de données couvrant la période 1971-2000. En 2020, Météo-France publie une typologie des climats de la France métropolitaine dans laquelle la commune est exposée à un climat océanique et est dans la région climatique  Finistère nord, caractérisée par une pluviométrie élevée, des températures douces en hiver (6 °C), fraîches en été et des vents forts. Parallèlement l'observatoire de l'environnement en Bretagne publie en 2020 un zonage climatique de la région Bretagne, s'appuyant sur des données de Météo-France de 2009. La commune est, selon ce zonage, dans la zone « Intérieur  », exposée à un climat médian, à dominante océanique.  
Pour la période 1971-2000, la température annuelle moyenne est de 11,2 °C, avec  une amplitude thermique annuelle de 10,6 °C. Le cumul annuel moyen de précipitations est de 776 mm, avec 13,7 jours de précipitations en janvier et 6,8 jours en juillet. Pour la période 1991-2020, la température moyenne annuelle observée sur la station météorologique la plus proche, située sur la commune de Lanleff à 3 km à vol d'oiseau, est de 11,7 °C et le cumul annuel moyen de précipitations est de 845,9 mm,. Pour l'avenir, les paramètres climatiques de la commune estimés pour 2050 selon différents scénarios d’émission de gaz à effet de serre sont consultables sur un site dédié publié par Météo-France en novembre 2022.

## Urbanisme

### Typologie
Au 1er janvier 2024, Le Faouët est catégorisée commune rurale à habitat très dispersé, selon la nouvelle grille communale de densité à 7 niveaux définie par l'Insee en 2022.
Elle est située hors unité urbaine et hors attraction des villes,.

### Occupation des sols
L'occupation des sols de la commune, telle qu'elle ressort de la base de données européenne d’occupation biophysique des sols Corine Land Cover (CLC), est marquée par l'importance des territoires agricoles (82,6 % en 2018), en augmentation par rapport à 1990 (79,5 %). La répartition détaillée en 2018 est la suivante : 
zones agricoles hétérogènes (53,8 %), terres arables (28,7 %), forêts (13,5 %), zones urbanisées (3,9 %). L'évolution de l’occupation des sols de la commune et de ses infrastructures peut être observée sur les différentes représentations cartographiques du territoire : la carte de Cassini (XVIIIe siècle), la carte d'état-major (1820-1866) et les cartes ou photos aériennes de l'IGN pour la période actuelle (1950 à aujourd'hui).

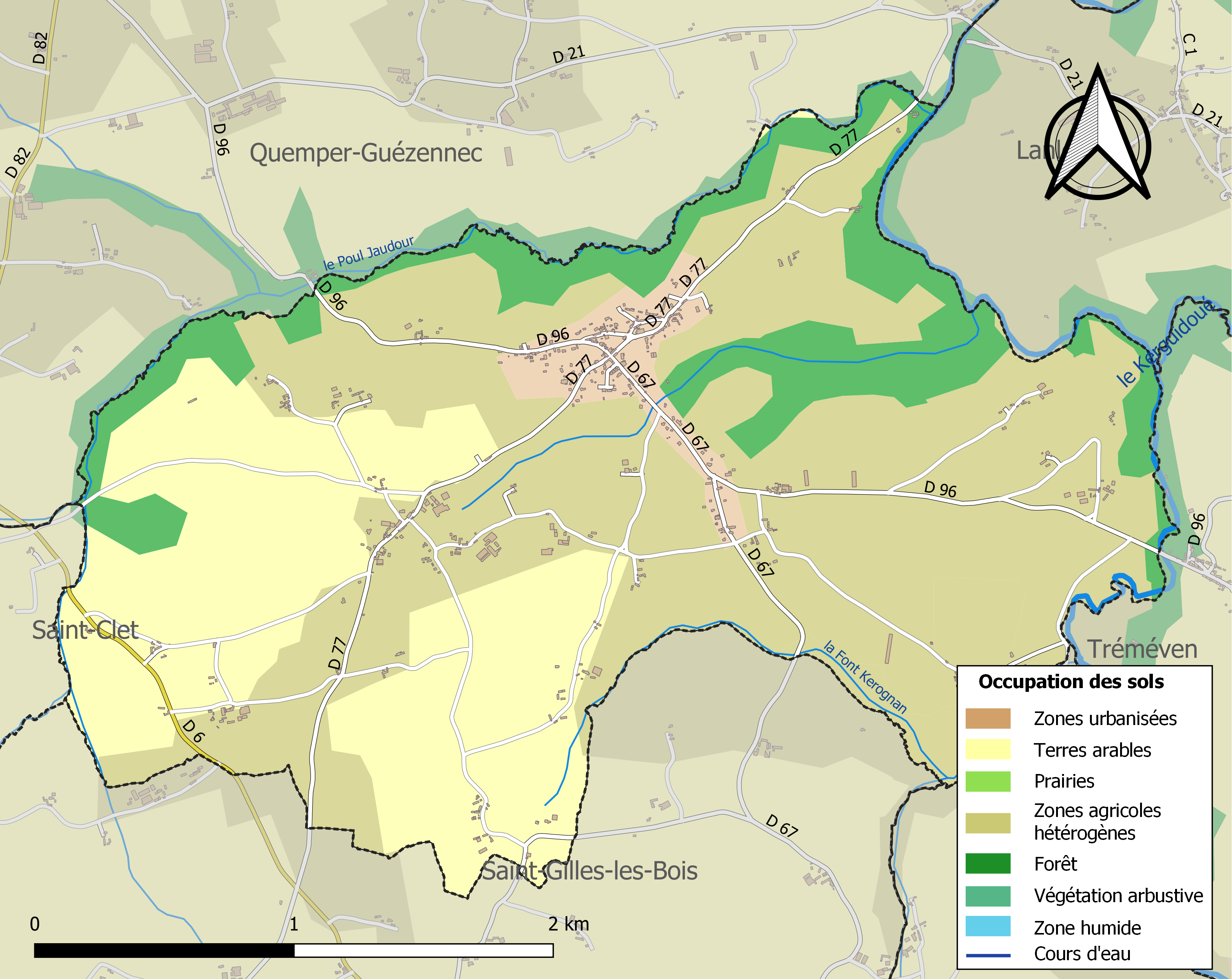
Carte des infrastructures et de l'occupation des sols de la commune en 2018 (CLC).

## Toponymie
Le nom de la localité est attesté sous la forme Favoet en 1330. Il procède du breton faouet « bois de hêtres », lui même issu du bas latin fagetum « hêtraie ».

## Histoire

### Les guerres duXXesiècle

#### Première Guerre mondiale
Le Faouët a payé un tribut particulièrement lourd avec ses 44 enfants fauchés au Champ d'Honneur. Cela représente 7,8 % de la population de la commune, la moyenne départementale étant de 4,4 %.

#### Le monument aux morts
Le monument aux morts porte les noms de 49 soldats morts pour la Patrie :
- 44 sont morts durant la Première Guerre mondiale ;
- 5 sont morts durant la Seconde Guerre mondiale.

## Politique et administration
| Période                                  | Période                      | Identité                  | Étiquette | Qualité |
| ---------------------------------------- | ---------------------------- | ------------------------- | --------- | --- |
| 1790                                     | 1800                         | Yves Boizard              |           | |
| Les données manquantes sont à compléter. |                              |                           |           | |
| avant 1912                               | 25 mai 1936 (décès)          | Eugène d'Herbais de Thun  |           | Vicomte, propriétaire du château de Kervasdoué                                                                                                   |
| Les données manquantes sont à compléter. |                              |                           |           | |
| 21 août 1946                             | 21 mars 1965                 | Jean Toullan              |           | Transporteur |
| 21 mars 1965                             | 9 novembre 1979 (démission)  | René Le Goff              |           | |
| 30 novembre 1979                         | 26 mars 2000 (décès)         | Louis Quéré (1928-2000)   |           | Cultivateur retraité Premier adjoint au maire (1977 → 1979)                                                                                      |
| 21 avril 2000                            | 23 février 2008 (décès)      | Hervé Mercier (1939-2008) |           | Cultivateur retraité Premier adjoint au maire (1983 → 2000)                                                                                      |
| 14 mars 2008                             | 4 juillet 2020               | Marcelin Le Calvez        | DVD       | Cadre bancaire retraité 12e vice-président de la CC Lanvollon - Plouha (2010 → 2014) 4e vice-président de la CC Lanvollon - Plouha (2014 → 2016) |
| 4 juillet 2020                           | 1er juillet 2022 (démission) | Jacques Tricard,          |           | Cadre supérieur retraité |
| 19 septembre 2022                        | En cours                     | Thierry Le Gonidec        |           | Boucher |

## Démographie
L'évolution du nombre d'habitants est connue à travers les recensements de la population effectués dans la commune depuis 1793. Pour les communes de moins de 10 000 habitants, une enquête de recensement portant sur toute la population est réalisée tous les cinq ans, les populations de référence des années intermédiaires étant quant à elles estimées par interpolation ou extrapolation. Pour la commune, le premier recensement exhaustif entrant dans le cadre du nouveau dispositif a été réalisé en 2005.

En 2022, la commune comptait 410 habitants, en évolution de +3,8 % par rapport à 2016 (Côtes-d'Armor : +1,78 %, France hors Mayotte : +2,11 %).
| 1793 | 1800 | 1806 | 1821 | 1831 | 1836 | 1841 | 1846 | 1851 |
| ---- | ---- | ---- | ---- | ---- | ---- | ---- | ---- | ---- |
| 770  | 487  | 848  | 893  | 838  | 880  | 845  | 854  | 840  |

| 1856 | 1861 | 1866 | 1872 | 1876 | 1881 | 1886 | 1891 | 1896 |
| ---- | ---- | ---- | ---- | ---- | ---- | ---- | ---- | ---- |
| 831  | 824  | 827  | 827  | 702  | 671  | 713  | 697  | 653  |

| 1901 | 1906 | 1911 | 1921 | 1926 | 1931 | 1936 | 1946 | 1954 |
| ---- | ---- | ---- | ---- | ---- | ---- | ---- | ---- | ---- |
| 704  | 626  | 567  | 584  | 566  | 509  | 507  | 505  | 456  |

| 1962 | 1968 | 1975 | 1982 | 1990 | 1999 | 2005 | 2006 | 2010 |
| ---- | ---- | ---- | ---- | ---- | ---- | ---- | ---- | ---- |
| 463  | 450  | 346  | 319  | 250  | 273  | 293  | 294  | 317  |

| 2015 | 2020 | 2022 | - | - | - | - | - | - |
| ---- | ---- | ---- | - | - | - | - | - | - |
| 390  | 400  | 410  | - | - | - | - | - | - |

## Lieux et monuments
- Église Saint-Hervé.

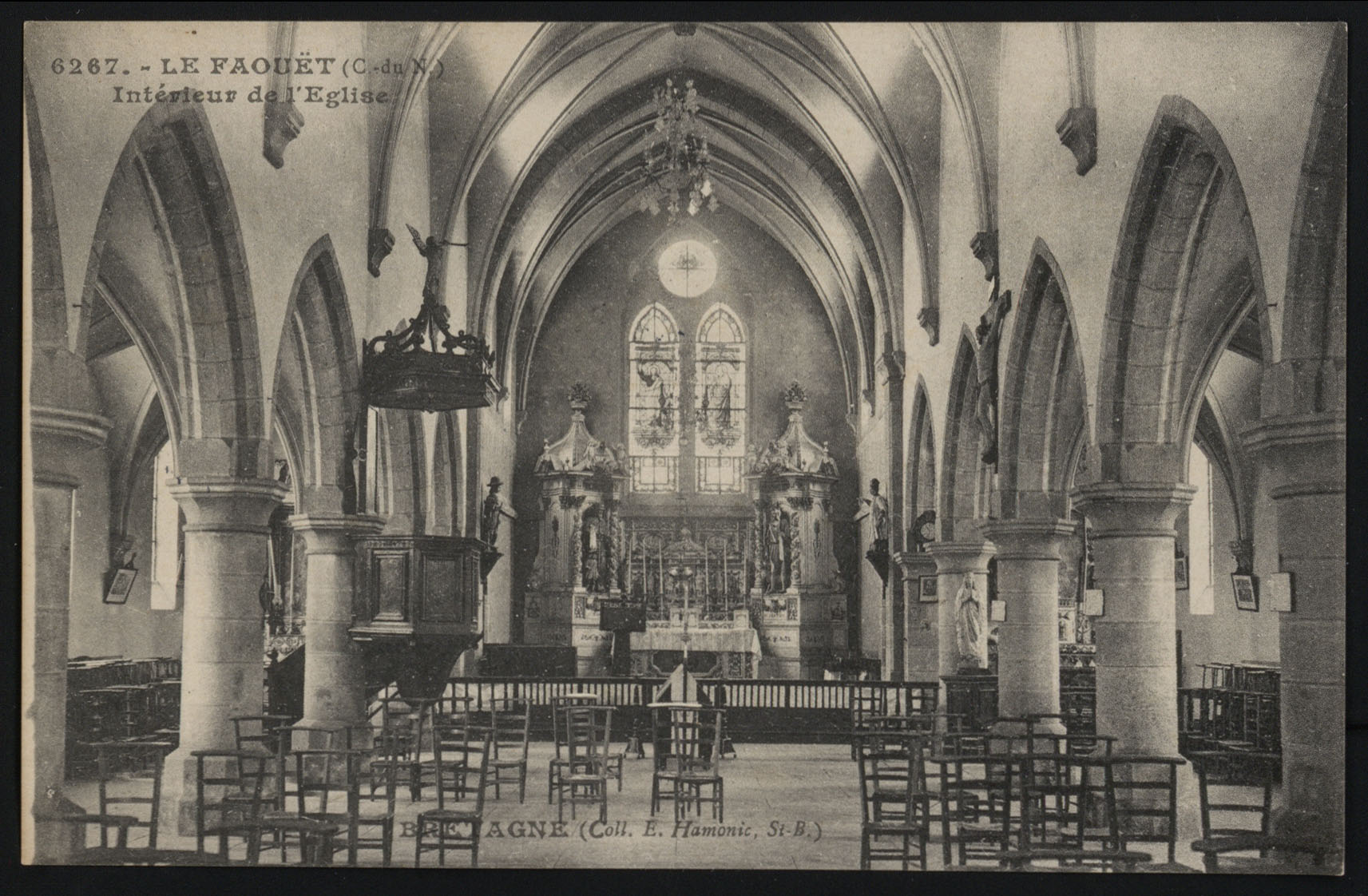
Intérieur de l'église (début XXe siècle).

## Personnalités liées à la commune
• Anne-Louise Charles, doyenne de la commune.